# Pterolophia tugelensis
Pterolophia tugelensis är en skalbaggsart som beskrevs av Stefan von Breuning 1961. Pterolophia tugelensis ingår i släktet Pterolophia och familjen långhorningar. Inga underarter finns listade i Catalogue of Life.